# 坤環蝶屬
坤環蝶屬（學名：Dasyophthalma）是閃蝶亞科大翅環蝶族中的一個屬。分佈於巴西大西洋沿岸地區。大型蝴蝶。寄主植物為棕櫚科植物。品種被認為是受到威脅(Penz, 2009)。

## 物種
- 三斑坤環蝶 （Dasyophthalma creusa） (Hübner, 1821)
- Dasyophthalma geraensis Rebel, 1922
- 坤環蝶 （Dasyophthalma rusina） (Godart, 1824)
- 沃坤環蝶 （Dasyophthalma vertebratis） Butler, 1869